# Kővágótöttös
Kővágótöttös je selo u južnoj Mađarskoj.
Zauzima površinu od 13,94 km četvorna.

## Zemljopisni položaj
Nalazi se na 46° 5' sjeverne zemljopisne širine i 18° 5' istočne zemljopisne dužine. Bakonya je 500 m zapadno, a Kovasiluš je 500 m istočno. Čerkut je 2 km jugoistočno, a Boda je 3 km zapadno. Abaliget je 5 km sjeveroistočno. Pečuško zapadno predgrađe Zsebedomb je 3,5 km jugoistočno, a sam Pečuh 5 km jugoistočno.

## Upravna organizacija
Upravno pripada Pečuškoj mikroregiji u Baranjskoj županiji. Poštanski broj je 7675.

## Stanovništvo
Kővágótöttös ima 314 stanovnika (2001.).

## Vanjske poveznice
- (mađ.) Kővágótöttös Önkormányzatának honlapja
- (mađ.) Kővágótöttös a Vendégvárón  Arhivirana inačica izvorne stranice od 23. studenoga 2004. (Wayback Machine)
- Kővágótöttös na fallingrain.com